# ليزلي آلان ويلسون
ليزلي آلان ويلسون (بالإنجليزية: Leslie Alan Wilson)‏ (مواليد 1941/42)، هو ملياردير أسترالي، وهو الرئيس التنفيذي لمجموعة Reece، أكبر سلسلة توريد للحمامات والسباكة في أستراليا.